# Regionální park Labanoras
Regionální park Labanoras (litevsky Labanoro regioninis parkas) je chráněné území v Litvě. Leží 80 km severovýchodně od Vilniusu a sousedí s Národním parkem Aukštaitijos. Nejbližším městem je Labanoras, podle něhož byl park pojmenován. Byl založen 24. září 1992.
Park má rozlohu 553 km². Protéká jím řeka Lakaja a četná jsou v něm rašeliniště s vápencovým podložím. Na území regionálního parku se nachází 285 jezer, největší jsou Baltieji Lakajai, Juodieji Lakajai, Stirniai, Aisetas a Kertuojai. Vesnice Obelynė je proslulá díky zachované lidové architektuře. Pro návštěvníky chráněného území bylo vybudováno muzeum rybářství a 36 m vysoká Vyhlídková věž Mindūnai.
Čtyři pětiny území pokrývá les, v němž převládají borovice. V lesích roste množství hub a brusinek. Přírodní památkou byl vyhlášen balvan Ožkos akmuo (Kozí kámen). V parku žije los evropský a rys ostrovid. Hnízdí zde největší populace čápa bílého v Evropě.
Litevští ochránci životního prostředí protestují proti rostoucí těžbě dřeva na území parku.